# Seleção Estadunidense Feminina de Hóquei no Gelo
A Seleção dos Estados Unidos de Hóquei no Gelo Feminino representa os Estados Unidos da América nas competições oficiais da FIHG. Vem disputando com o Canadá pela hegemonia do hóquei feminino mundial.
Conquistou dez campeonatos mundiais, sendo o último obtido em 2023.